# Álex Rins
Álex Rins Navarro (Barcelona, 8 december 1995) is een Catalaanse motorcoureur.

## Carrière
In 2011 werd Rins kampioen in het Spaanse 125cc-kampioenschap. In 2012 stapte hij over naar de Moto3-klasse van het wereldkampioenschap wegrace op een Suter Honda. Tijdens de tweede race in Spanje behaalde hij zijn eerste pole position en in de vierde race in Frankrijk zijn eerste podiumplaats. Hierna behaalde hij geen podiums meer, maar door constant in de top 10 te eindigen werd hij vijfde in het kampioenschap. In 2013 stapte hij over naar een KTM en won hij de Grands Prix van de Amerika's, Duitsland, Indianapolis, San Marino, Aragón en Australië. Hij kwam echter twaalf punten tekort op Maverick Viñales om kampioen te worden en eindigde als tweede. In 2014 begon hij op een Honda als de titelfavoriet, maar moest Álex Márquez en Jack Miller voor zich laten in het kampioenschap. Hij won wel de races in Groot-Brittannië en San Marino. In 2015 stapte Rins over naar de Moto2-klasse op een Kalex. Tijdens de tweede race in de Grand Prix van de Amerika's eindigde hij als derde, terwijl hij een race later in Argentinië als tweede eindigde. Tevens behaalde hij in Frankrijk zijn eerste pole position, maar door een val tijdens de race wist hij deze niet te verzilveren.
In 2017 maakte hij de overstap naar de MotoGP bij Team Suzuki Ecstar.

## Statistieken

### Grand Prix

#### Per seizoen
| Seizoen | Klasse | Motor  | Team                              | Races | Winst | Podiums | Poles | SR | Ptn  | Pos |
| ------- | ------ | ------ | --------------------------------- | ----- | ----- | ------- | ----- | -- | ---- | --- |
| 2012    | Moto3  | Suter  | Estrella Galicia 0,0              | 17    | 0     | 1       | 1     | 1  | 141  | 5e  |
| 2013    | Moto3  | KTM    | Estrella Galicia 0,0              | 17    | 6     | 14      | 8     | 1  | 311  | 2e  |
| 2014    | Moto3  | Honda  | Estrella Galicia 0,0              | 18    | 2     | 8       | 4     | 3  | 237  | 3e  |
| 2015    | Moto2  | Kalex  | Paginas Amarillas HP 40           | 18    | 2     | 10      | 3     | 4  | 234  | 2e  |
| 2016    | Moto2  | Kalex  | Paginas Amarillas HP 40           | 18    | 2     | 7       | 1     | 3  | 214  | 3e  |
| 2017    | MotoGP | Suzuki | Team Suzuki Ecstar                | 13    | 0     | 0       | 0     | 0  | 59   | 16e |
| 2018    | MotoGP | Suzuki | Team Suzuki Ecstar                | 18    | 0     | 5       | 0     | 1  | 169  | 5e  |
| 2019    | MotoGP | Suzuki | Team Suzuki Ecstar                | 19    | 2     | 3       | 0     | 1  | 205  | 4e  |
| 2020    | MotoGP | Suzuki | Team Suzuki Ecstar                | 13    | 1     | 4       | 0     | 2  | 139  | 3e  |
| 2021    | MotoGP | Suzuki | Team Suzuki Ecstar                | 17    | 0     | 1       | 0     | 1  | 99   | 13e |
| 2022    | MotoGP | Suzuki | Team Suzuki Ecstar                | 19    | 2     | 4       | 0     | 1  | 173  | 7e  |
| 2023    | MotoGP | Honda  | LCR Honda Castrol                 | 7     | 1     | 1       | 0     | 1  | 54   | 19e |
| 2024    | MotoGP | Yamaha | Monster Energy Yamaha MotoGP Team | 17    | 0     | 0       | 0     | 0  | 31   | 18e |
| 2025*   | MotoGP | Yamaha | Monster Energy Yamaha MotoGP Team | 13    | 0     | 0       | 0     | 0  | 42   | 19e |
| Totaal  | Totaal | Totaal | Totaal                            | 224   | 18    | 58      | 17    | 19 | 2108 |     |

#### Per klasse
| Klasse | Seizoenen  | 1e GP      | 1e podium       | 1e winst          | Races | Winst | Podiums | Poles | SR | Ptn  | Kampioen |
| ------ | ---------- | ---------- | --------------- | ----------------- | ----- | ----- | ------- | ----- | -- | ---- | -------- |
| Moto3  | 2012-2014  | Qatar 2012 | Frankrijk 2012  | Amerika's 2013    | 52    | 8     | 23      | 13    | 5  | 689  | 0        |
| Moto2  | 2015-2016  | Qatar 2015 | Amerika's 2015  | Indianapolis 2015 | 36    | 4     | 17      | 4     | 7  | 448  | 0        |
| MotoGP | 2017-heden | Qatar 2017 | Argentinië 2018 | Amerika's 2019    | 136   | 6     | 18      | 0     | 7  | 946  | 0        |
| Totaal | 2012-heden | 2012-heden | 2012-heden      | 2012-heden        | 224   | 18    | 58      | 17    | 19 | 2108 | 0        |

#### Races per jaar
(vetgedrukt betekent pole positie; cursief betekent snelste ronde; 1–9 betekent positie in de sprintrace)
| Jaar | Klasse | Motor       | 1       | 2       | 3       | 4       | 5       | 6       | 7       | 8       | 9       | 10      | 11     | 12     | 13      | 14      | 15     | 16      | 17      | 18      | 19    | 20      | 21  | 22  | Pos | Ptn |
| ---- | ------ | ----------- | ------- | ------- | ------- | ------- | ------- | ------- | ------- | ------- | ------- | ------- | ------ | ------ | ------- | ------- | ------ | ------- | ------- | ------- | ----- | ------- | --- | --- | --- | --- |
| 2012 | Moto3  | Suter Honda | QAT 10  | SPA 4   | POR 7   | FRA 3   | CAT DNF | GBR DNF | NED 6   | DUI 20  | ITA 7   | INP 7   | TSJ 5  | SMR 4  | ARA 6   | JPN 4   | MAL 7  | AUS 4   | VAL 16  |         |       |         |     |     | 5   | 141 |
| 2013 | Moto3  | KTM         | QAT 3   | AME 1   | SPA DNF | FRA 2   | ITA 2   | CAT 2   | NED 3   | DUI 1   | INP 1   | TSJ 4   | GBR 2  | SMR 1  | ARA 1   | MAL 2   | AUS 1  | JPN 24  | VAL 3   |         |       |         |     |     | 2   | 311 |
| 2014 | Moto3  | Honda       | QAT 5   | AME 4   | ARG 5   | SPA 3   | FRA 2   | ITA 3   | CAT DNF | NED 2   | DUI DNF | INP 5   | TSJ 9  | GBR 1  | SMR 1   | ARA 4   | JPN 10 | AUS 3   | MAL 3   | VAL 5   |       |         |     |     | 3   | 237 |
| 2015 | Moto2  | Kalex       | QAT 4   | AME 3   | ARG 2   | SPA 18  | FRA 17  | ITA 11  | CAT 2   | NED 4   | DUI 3   | INP 1   | TSJ 3  | GBR 2  | SMR DSQ | ARA 2   | JPN 11 | AUS 1   | MAL DNF | VAL 2   |       |         |     |     | 2   | 234 |
| 2016 | Moto2  | Kalex       | QAT 8   | ARG 4   | AME 1   | SPA 3   | FRA 1   | ITA 7   | CAT 2   | NED 6   | DUI DNF | OOS 3   | TSJ 2  | GBR 7  | SMR 2   | ARA 6   | JPN 20 | AUS DNF | MAL 14  | VAL 5   |       |         |     |     | 3   | 214 |
| 2017 | MotoGP | Suzuki      | QAT 9   | ARG DNF | AME DNS | SPA     | FRA     | ITA     | CAT     | NED 17  | DUI 21  | TSJ 11  | OOS 16 | GBR 9  | SMR 8   | ARA 17  | JPN 5  | AUS 8   | MAL DSQ | VAL 4   |       |         |     |     | 16  | 59  |
| 2018 | MotoGP | Suzuki      | QAT DNF | ARG 3   | AME DNF | SPA DNF | FRA 10  | ITA 5   | CAT DNF | NED 2   | DUI DNF | TSJ 11  | OOS 8  | GBR C  | SMR 4   | ARA 4   | THA 6  | JPN 3   | AUS 5   | MAL 2   | VAL 2 |         |     |     | 5   | 169 |
| 2019 | MotoGP | Suzuki      | QAT 4   | ARG 5   | AME 1   | SPA 2   | FRA 10  | ITA 4   | CAT 4   | NED DNF | DUI DNF | TSJ 4   | OOS 6  | GBR 1  | SMR DNF | ARA 9   | THA 5  | JPN 7   | AUS 9   | MAL 5   | VAL 5 |         |     |     | 4   | 205 |
| 2020 | MotoGP | Suzuki      | SPA DNS | AND 10  | TSJ 4   | OOS DNF | STI 6   | SMR 5   | EMI 12  | CAT 3   | FRA DNF | ARA 1   | TER 2  | EUR 2  | VAL 4   | POR 15  |        |         |         |         |       |         |     |     | 3   | 139 |
| 2021 | MotoGP | Suzuki      | QAT 6   | DOH 4   | POR DNF | SPA 20  | FRA DNF | ITA DNF | CAT     | DUI 11  | NED 11  | STI 7   | OOS 14 | GBR 2  | ARA 12  | SMR DNF | AME 4  | EMI 6   | ALG 8   | VAL DNF |       |         |     |     | 13  | 99  |
| 2022 | MotoGP | Suzuki      | QAT 7   | INA 5   | ARG 3   | AME 2   | POR 4   | SPA 19  | FRA DNF | ITA DNF | CAT DNF | DUI DNS | NED 10 | GBR 7  | OOS 8   | SMR 7   | ARA 9  | JPN DNF | THA 12  | AUS 1   | MAL 5 | VAL 1   |     |     | 7   | 173 |
| 2023 | MotoGP | Honda       | POR 10  | ARG 9   | AME 12  | SPA DNF | FRA DNF | ITA DNS | DUI     | NED     | GBR     | OOS     | CAT    | SMR    | IND     | JPN WD  | INA 9  | AUS DNS | THA     | MAL     | QAT   | VAL DNF |     |     | 19  | 54  |
| 2024 | MotoGP | Yamaha      | QAT 16  | POR 13  | AME DNF | SPA 13  | FRA 15  | CAT 20  | ITA 15  | NED DNF | DUI     | GBR WD  | OOS 16 | ARA 9  | SMR 19  | EMI WD  | INA 11 | JPN 16  | AUS 13  | THA DNF | MAL 8 | SOL 21  |     |     | 18  | 31  |
| 2025 | MotoGP | Yamaha      | THA 17  | ARG 11  | AME 11  | QAT 12  | SPA 13  | FRA 128 | GBR 13  | ARA 11  | ITA 15  | NED 13  | DUI 10 | TSJ 15 | OOS 16  | HON     | CAT    | SMR     | JPN     | INA     | AUS   | MAL     | POR | VAL | 19* | 42* |

* Seizoen nog bezig.